# King's Counsel

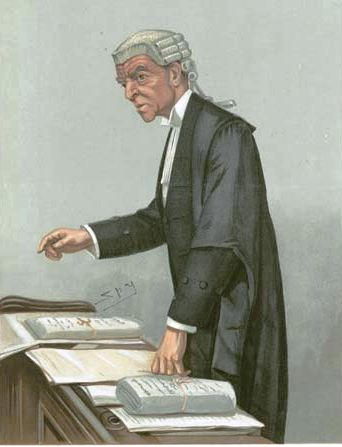
Karikatyr från 1903 föreställande Robert McCall i peruk och ämbetsdräkt.

King's Counsel (förkortning: KC) är en titel för särskilt erfarna och kvalificerade jurister i Storbritannien och vissa samväldesriken.
Eftersom Storbritannien har en kung är titeln King's Counsel, men när en regerande drottning är statschef ändras titeln till Queen's Counsel (förkortning: QC).

## Bakgrund
I allmänhet krävs minst 15 års erfarenhet som Barrister för att kunna bli antagen, men från 1995 kan även en Solicitor bli utsedd till KC. Ansökningsprocessen för att bli utsedd till KC kan ta mellan 3 till 5 år.
Titeln kan även ges som en hedersbetygelse, Honorary KC,  för jurister som gjort framstående insatser i England och Wales utanför verksamhet i rättssalar. Formellt så utser den brittiska monarken personer till KC och de installeras av lordkanslern.
En KC bär annan domstolsklädsel än övriga brittiska advokater.
I Kanada kan titeln utdelas av den federala regeringen liksom av provinsstyrena.